# 蝙蝠 (小說)
《蝙蝠》是挪威作家尤·奈斯博所著的犯罪小說，是哈利·霍勒系列的第一部作品，於1997年出版。

## 故事簡介
一位挪威名流在澳大利亞被人殘忍殺害，奧斯陸警察哈利·霍勒奉命前往悉尼协助调查。在土著同僚安德魯·肯辛頓的幫助下，他們發現凶手是位專門扼殺金髮女郎的連環殺手。
與此同時，哈利邂逅美麗動人的紅髮女子比吉塔·恩奎斯特，然而他卻因遲遲不能抓獲凶手而慢慢開始酗酒——異國他鄉的霍勒探員到底能否在更多女性受害前將真凶捉拿歸案？